# 唐央乡
唐央乡，是中华人民共和国四川省凉山彝族自治州木里藏族自治县下辖的一个乡镇级行政单位。

## 行政区划
唐央乡下辖以下地区：
普尔村、格若村、同窝村、里多村和巴尔牧场。